# وزارة المالية (أوكرانيا)
وزارة المالية في أوكرانيا (بالأوكرانية: Міністерство фінансів України)‏ هي وزارة تابعة للحكومة الأوكرانية والمسؤولة عن تطوير وتنفيذ السياسات المالية وسياسات الميزانية الوطنية، وتحديد السياسات الوطنية في مجال الجمارك والضرائب. كما أن الوزارة مسؤولة عن ضمان أن الدولة لديها ما يكفي من الموارد لأداء وظائفها وأن السياسات المالية تعزز النمو الاقتصادي.
وزير المالية الحالي هو سيرهي مارشينكو، منذ اعتلائه المنصب في 30 مارس 2020.

## التنظيم
تشمل المهام المحددة التي يتعين على الوزارة القيام بها ما يلي:
- تنظيم الشؤون المالية والميزانية والجمارك والضرائب،
- تنظيم إدارة ضريبة التأمين الاجتماعي الوحيدة في أوكرانيا؛
- تحديد سياسة الدولة لمكافحة مخالفات قانون الضرائب والجمارك؛
- تحديد سياسة الدولة لمكافحة غسل عائدات الجريمة وتمويل الإرهاب؛ والتعاون مع فرقة العمل المعنية بالإجراءات المالية المتعلقة بغسل الأموال والمنظمات الدولية الأخرى في هذا المجال؛
- تنظيم المسائل المتعلقة بالرقابة المالية، وإدارة خزانة الدولة للأموال العامة، والمعايير المحاسبية والمحاسبية، وإجراء اليانصيب، وإصدار الأوراق المالية والوثائق المحاسبية الصارمة، والتعامل مع المعادن الثمينة والأحجار الكريمة؛
- وتحليل الإيرادات العامة والتنبؤ بها، وصياغة إعلانات الموازنة المتوسطة الأجل وقوانين الموازنة السنوية؛
- تنسيق تنفيذ ميزانية الدولة؛
- وضع مبادئ توجيهية لتخطيط الميزانية؛ تعزيز فعالية الإدارة المالية العامة؛
- وإدارة الديون العامة والديون التي تضمنها الدولة؛
- وتنظيم العلاقات المالية الحكومية الدولية؛ إعطاء الضوء الأخضر للاقتراض على المستوى دون الوطني وتوفير ضمانات الديون من قبل الحكومات المحلية؛
- إعلام الجمهور العام بالسياسات الاقتصادية والمالية للدولة، وكذلك بنتائج تنفيذ ميزانية الدولة؛
- وتقييم الجدوى المالية لمشاريع التنمية الإقليمية؛
- إدارة البنوك المملوكة للدولة؛
- تحديد وتنفيذ السياسة الوطنية بشأن تطوير الخدمات المالية، وتطوير البنوك المملوكة للدولة، والمؤسسات المالية الأخرى؛
- التعاون مع صندوق النقد الدولي والمنظمات المالية الدولية الأخرى.

وزير المالية:
- مكتب الوزير
- إدارة التخطيط الاستراتيجي والتكامل الأوروبي
- إدارة ميزانية الدولة
- إدارة الميزانيات المحلية
- إدارة تنسيق الرقابة المالية الداخلية للدولة
- إدارة الشؤون المالية والاقتصادية والمحاسبة وإعداد التقارير المالية
- قسم العلاقات العامة والحكومية
- القسم القانوني
- قسم التحليل والاتصالات
- قسم المراجعة الداخليه
- إدارة مكافحة الفساد
- قسم التعبئة
- مكتب السجلات السرية

## وكالات الوزارة
هناك العديد من الوكالات التنفيذية المركزية في أوكرانيا والتي تقدم تقاريرها إلى مجلس الوزراء من خلال وزير المالية. وتشمل:
1. دائرة خزينة الدولة[5]
2. دائرة الضرائب الحكومية[6]
3. دائرة الجمارك الحكومية[6]
4. دائرة المراقبة المالية الحكومية في أوكرانيا[7]
5. دائرة التدقيق الحكومية في أوكرانيا.[8]

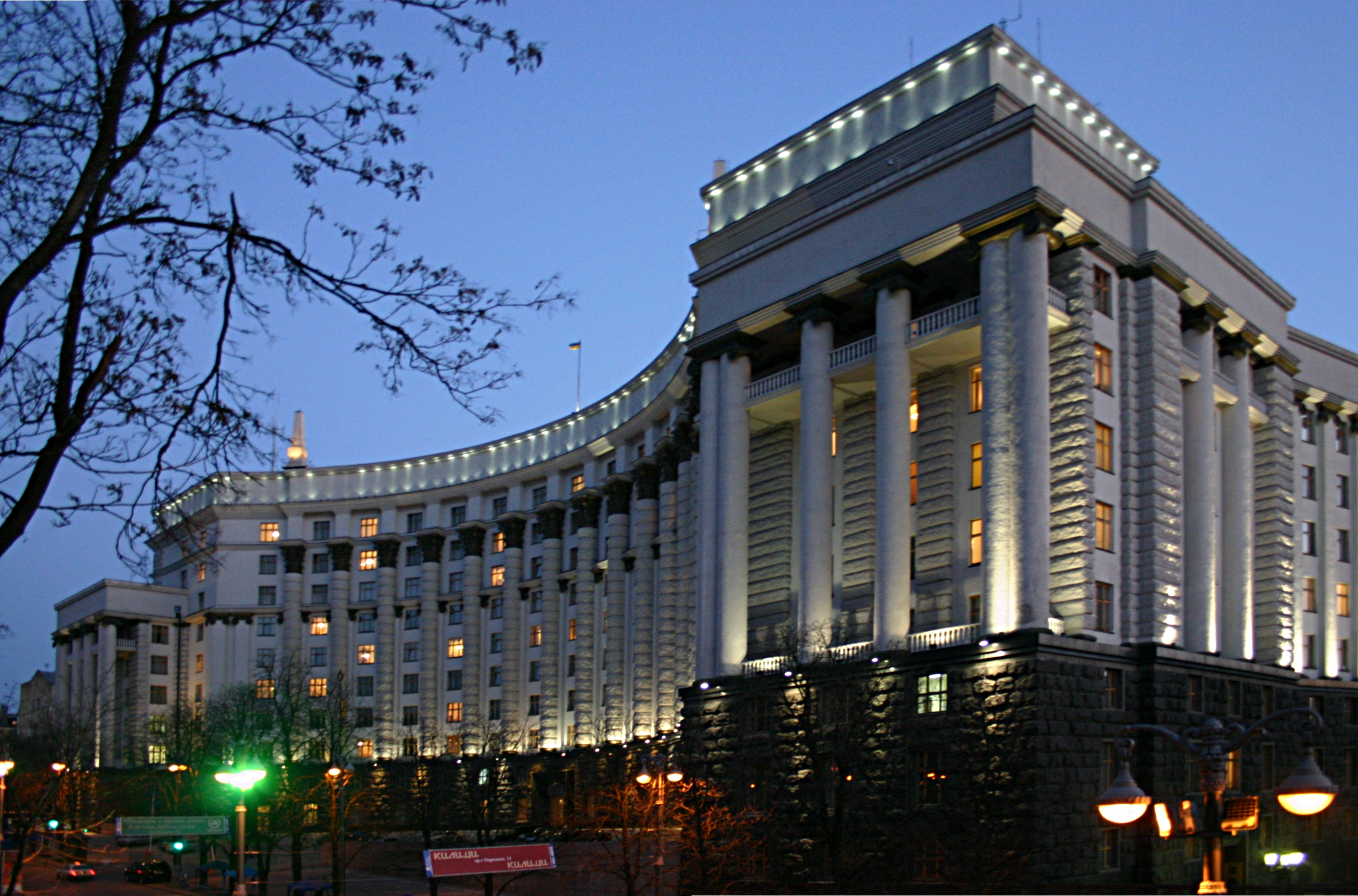
مبنى الحكومة في شارع هروشفسكي، كييف

## روابط خارجية
- الموقع الرسمي لوزارة الطوارئ الأوكرانية
- MinFin أوكرانيا - حساب تويتر الرسمي لوزارة المالية في أوكرانيا